# Anthony Corallo
Anthony Corallo, pseudonimo di Antonio Corallo, detto Tony Ducks (New York, 12 febbraio 1913 – Springfield, 23 agosto 2000), è stato un mafioso statunitense di origini italiane.

## Primi anni
Corallo nacque in una zona italiana di East Harlem, a New York. Inizialmente era conosciuto con il soprannome di The Doctor ("il Dottore"), probabilmente perché salvò la vita a qualcuno. Prese poi il soprannome di "Tony Ducks". Appena conosciuta la vita mafiosa, diventò presto capo della famiglia Lucchese, specializzata in estorsioni, rapine, giochi d'azzardo truccati, ecc.; in seguito Corallo assunse Johnny Dio. Corallo fu per la prima volta arrestato per vari furti, nel 1929, a 16 anni.

## Vita criminale
Alla fine degli anni '40, Corallo divenne boss e si trasferì nel Queens. Inoltre, conobbe e fece grandi affari con Jimmy Hoffa. Diverse volte fu anche incriminato mentre lavorava con Hoffa, come per un celebre furto da 70 000 dollari, che gli costò 2 anni di prigione. Durante questa sua assenza, Carmine Tramunti, come vice-boss, venne nominato capo provvisorio. Dopo essere stato rilasciato, Corallo arricchì ulteriormente le sue varie società industriali. Successivamente conobbe Paul Vario, con il quale Corallo tentò di prendere il controllo dell'aeroporto JFK.

## Caduta
Corallo diventa obiettivo della RICO Act, insieme ad altri capi di cinque famiglie criminali con i loro membri. Un microfono fu installato di nascosto nella sua macchina e con questo fu possibile ascoltare le discussioni di Corallo con il suo conducente. Corallo svelò che possedeva un milione di dollari rubati in una casa nel villaggio di Oyster Bay Cove, New York. L'FBI e la polizia urbana di New York si recò sul posto il 25 febbraio 1985 arrestando, nello stesso tempo, Corallo. Il giorno dopo Corallo fu processato, insieme ad altri capi mafiosi, e condannato a 100 anni di prigione. Nel 2000, Anthony Corallo morì al centro medico per prigionieri di Springfield, Missouri.